# ヘイワーズ・ヒース駅
ヘイワーズ・ヒース駅（ヘイワーズ・ヒースえき、英語: Haywards Heath railway station）は、英国ウェスト・サセックス州ヘイワーズ・ヒースにあるブライトン本線の鉄道駅。

## 歴史
1841年7月、ロンドン・アンド・ブライトン鉄道がノーウッドのロンドン・アンド・クロイドン鉄道との分岐点からヘイワーズ・ヒースまでの路線を開業させた。9月にはブライトンまでの延伸がなされたが、そのまでの2ヶ月間はヘイワーズ・ヒース駅が終着駅だった。なお、初代駅舎は建築家のデイヴィッド・モカッタが設計した。開業から5年後の1846年には合併によりロンドン・ブライトン・アンド・サウス・コースト鉄道（LB&SCR）が設立され、同鉄道が運営することになった。
1883年、ルイス・アンド・イースト・グリンステッド鉄道が支線を開業させ、ヘイワーズ・ヒース駅すぐ北側のコピーホールド信号場からホーステッド・キーンズ駅までを結んだ。また、支線には中間駅としてアーディングリー駅が設置された。この支線開業に合わせ、ヘイワーズ・ヒース駅ではプラットホームが2面追加された。支線開業後すぐにルイス・アンド・イースト・グリンステッド鉄道はLB&SCRに合併されたが、1912年までにはこの支線内の運行のみが行われるようになった。ただ、この路線はオクステッドを経由したブライトン本線のバイパス路線として機能した。その後この支線は1963年に単線となり、旅客運行も停止されたがその後も貨物輸送で利用されている。
またヘイワーズ・ヒース駅は世界で初めてスリップ・コーチが利用された駅としても知られている。1858年2月、ロンドン・ブリッジ発ブライトン行きの急行列車からヘイスティングス行きの客車が切り離された。この運行形態は路線が電化される1923年3月まで利用された。

## 運行形態
2020年5月時点での平日オフピークの運行形態は以下の通り。
サザン
- ロンドン・ヴィクトリア行き：毎時6本
- ブライトン行き：毎時2本
- イーストボーン行き：毎時1本
- オア行き：毎時1本
- リトルハンプトン行き：毎時2本

テムズリンク
- ロンドン・ブリッジ経由
  - ベッドフォード行き：毎時2本
  - ケンブリッジ行き：毎時2本
- ブライトン行き：毎時4本

## 隣の駅
ナショナル・レール
■ ガトウィック・エクスプレス（ゴヴィア・テムズリンク・レールウェイ）
ブライトン本線
通過
■ サザン
ブライトン本線
ガトウィック空港駅 - ヘイワーズ・ヒース駅 - ブライトン駅
イースト・コーストウェイ線直通
ガトウィック空港駅 - ヘイワーズ・ヒース駅 - ウィヴルズフィールド駅
ウェスト・コーストウェイ線直通
ガトウィック空港駅 - ヘイワーズ・ヒース駅 - バージェス・ヒル駅
■ テムズリンク
ブライトン本線
ガトウィック空港駅 - ヘイワーズ・ヒース駅 - バルコム駅